# Eneco Tour 2010
De Eneco Tour 2010 werd verreden van 17 tot 24 augustus. Winnaar werd de Duitser Tony Martin, voor de Nederlander Koos Moerenhout. De Noorse winnaar van 2009 Edvald Boasson Hagen completeerde het podium.
De ronde startte in Steenwijk met een proloog en eindigde met een individuele tijdrit van 16,9 km in Genk.

## Startlijst
| 18 UCI ProTour-ploegen | 18 UCI ProTour-ploegen | 18 UCI ProTour-ploegen | 3 wildcards         |
| ---------------------- | ---------------------- | ---------------------- | ------------------- |
| AG2R-La Mondiale       | Garmin-Transitions     | Team HTC-Columbia      | Topsport Vlaanderen |
| Astana                 | Lampre-Farnese Vini    | Team Katjoesja         | Skil-Shimano        |
| Caisse d'Epargne       | Liquigas-Doimo         | Team Milram            | Vacansoleil         |
| Euskaltel-Euskadi      | Omega Pharma-Lotto     | Team RadioShack        |                     |
| Footon-Servetto-Fuji   | Quick Step             | Team Saxo Bank         |                     |
| Française des Jeux     | Rabobank               | Team Sky               |                     |

### Ploegen
| Team Sky |                      |      |
| No.      | Renner               | Land |
| 1        | Edvald Boasson Hagen | NOR  |
| 2        | Kurt-Asle Arvesen    | NOR  |
| 3        | Michael Barry        | CAN  |
| 4        | Mathew Hayman        | AUS  |
| 5        | Gregory Henderson    | NZL  |
| 6        | Chris Sutton         | AUS  |
| 7        | Geraint Thomas       | GBR  |
| 8        | Chris Froome         | KEN  |

| Rabobank |                    |      |
| No.      | Renner             | Land |
| 11       | Lars Boom          | NED  |
| 12       | Tom Leezer         | NED  |
| 14       | Koos Moerenhout    | NED  |
| 15       | Maarten Tjallingii | NED  |
| 16       | Joost Posthuma     | NED  |
| 17       | Bram Tankink       | NED  |
| 18       | Jos van Emden      | NED  |
| 19       | Rick Flens         | NED  |

| Omega Pharma-Lotto |                       |      |
| No.                | Renner                | Land |
| 21                 | Jurgen Van den Broeck | BEL  |
| 22                 | Francis De Greef      | BEL  |
| 23                 | Michiel Elijzen       | NED  |
| 25                 | Sebastian Lang        | GER  |
| 26                 | Jürgen Roelandts      | BEL  |
| 27                 | Mario Aerts           | BEL  |
| 28                 | Adam Blythe           | GBR  |
| 29                 | Kenny Dehaes          | BEL  |

| Astana |                   |      |
| No.    | Renner            | Land |
| 31     | Allan Davis       | AUS  |
| 32     | Scott Davis       | AUS  |
| 33     | Valeri Dmitriev   | KAZ  |
| 34     | Maksim Goerov     | KAZ  |
| 35     | Enrico Gasparotto | ITA  |
| 36     | Valentin Iglinski | KAZ  |
| 37     | Bolat Raimbekov   | KAZ  |
| 38     | Mirko Selvaggi    | ITA  |

| Team Saxo Bank |                       |      |
| No.            | Renner                | Land |
| 41             | Jens Voigt            | GER  |
| 42             | Lucas Sebastian Haedo | ARG  |
| 43             | Frank Høj             | DEN  |
| 44             | Kasper Klostergaard   | DEN  |
| 45             | Dominic Klemme        | GER  |
| 46             | Jarosław Marycz       | POL  |
| 47             | Richie Porte          | AUS  |
| 48             | Alex Rasmussen        | DEN  |

| Katjoesja |                     |      |
| No.       | Renner              | Land |
| 51        | Danilo Napolitano   | ITA  |
| 52        | Pavel Broett        | RUS  |
| 53        | Michail Ignatiev    | RUS  |
| 54        | Robbie McEwen       | AUS  |
| 55        | Artjom Ovetsjkin    | RUS  |
| 56        | Alexandru Pliușchin | MDA  |
| 57        | Stijn Vandenbergh   | BEL  |
| 58        | Maxime Vantomme     | BEL  |

| Liquigas-Doimo |                   |      |
| No.            | Renner            | Land |
| 61             | Manuel Quinziato  | ITA  |
| 62             | Maciej Bodnar     | POL  |
| 63             | Francesco Chicchi | ITA  |
| 65             | Daniel Oss        | ITA  |
| 66             | Maciej Paterski   | POL  |
| 67             | Elia Viviani      | ITA  |
| 68             | Frederik Willems  | BEL  |
| 69             | Davide Cimolai    | ITA  |

| Team HTC-Columbia |                 |      |
| No.               | Renner          | Land |
| 71                | Tony Martin     | GER  |
| 72                | Jan Ghyselinck  | BEL  |
| 73                | Bert Grabsch    | GER  |
| 74                | André Greipel   | GER  |
| 75                | Patrick Gretsch | GER  |
| 76                | Leigh Howard    | AUS  |
| 77                | František Raboň | CZE  |
| 78                | Mark Renshaw    | AUS  |

| Team RadioShack |                    |      |
| No.             | Renner             | Land |
| 81              | Andreas Klöden     | GER  |
| 82              | Jason McCartney    | USA  |
| 83              | Ben Hermans        | BEL  |
| 84              | Tiago Machado      | POR  |
| 85              | Grégory Rast       | SUI  |
| 86              | Sébastien Rosseler | BEL  |
| 89              | Gert Steegmans     | BEL  |
| 90              | Tomas Vaitkus      | LTU  |

| Caisse d'Epargne |                         |      |
| No.              | Renner                  | Land |
| 91               | José Iván Gutiérrez     | ESP  |
| 92               | Andrey Amador           | CRC  |
| 93               | Mauricio Soler          | COL  |
| 94               | Xabier Zandio Echaide   | ESP  |
| 95               | Vasil Kiryjenka         | BLR  |
| 96               | Pablo Lastras Garcia    | ESP  |
| 97               | Alberto Losada Alguacil | ESP  |
| 98               | Ángel Madrazo           | ESP  |

| Lampre-Farnese Vini |                |      |
| No.                 | Renner         | Land |
| 101                 | Simon Špilak   | SLO  |
| 102                 | Matteo Bono    | ITA  |
| 103                 | Vitalij Boets  | UKR  |
| 104                 | Mauro Da Dalto | ITA  |
| 105                 | Angelo Furlan  | ITA  |
| 106                 | David Loosli   | SUI  |
| 107                 | Adriano Malori | ITA  |
| 108                 | Marcin Sapa    | POL  |

| Euskaltel-Euskadi |                         |      |
| No.               | Renner                  | Land |
| 111               | Jorge Azanza Soto       | ESP  |
| 112               | Jonathan Castroviejo    | ESP  |
| 113               | Gorka Izagirre Insausti | ESP  |
| 114               | Aitor Hernández         | ESP  |
| 115               | Iñaki Isasi             | ESP  |
| 116               | Miguel Minguez          | ESP  |
| 117               | Ruben Perez Moreno      | ESP  |
| 118               | Romain Sicard           | FRA  |

| Team Garmin-Transitions |                   |      |
| No.                     | Renner            | Land |
| 121                     | Martijn Maaskant  | NED  |
| 122                     | Jack Bobridge     | AUS  |
| 123                     | Steven Cozza      | USA  |
| 124                     | Robert Hunter     | RSA  |
| 125                     | Cameron Meyer     | AUS  |
| 126                     | Travis Meyer      | AUS  |
| 127                     | Svein Tuft        | AUS  |
| 128                     | Johan Vansummeren | BEL  |

| Quick Step |                     |      |
| No.        | Renner              | Land |
| 131        | Kevin Hulsmans      | BEL  |
| 132        | Dries Devenyns      | BEL  |
| 133        | Kurt Hovelynck      | BEL  |
| 134        | Jurgen Van De Walle | BEL  |
| 135        | Kevin Van Impe      | BEL  |
| 136        | Stijn Devolder      | BEL  |
| 137        | Wouter Weylandt     | BEL  |
| 138        | Maarten Wynants     | BEL  |

| AG2R-La Mondiale |                    |      |
| No.              | Renner             | Land |
| 141              | Aleksandr Jefimkin | RUS  |
| 142              | Ben Gastauer       | LUX  |
| 143              | Kristof Goddaert   | BEL  |
| 144              | Julien Bérard      | FRA  |
| 145              | René Mandri        | EST  |
| 148              | Gatis Smukulis     | LAT  |
| 150              | Joeri Krivtsov     | UKR  |

| Team Milram |                 |      |
| No.         | Renner          | Land |
| 151         | Linus Gerdemann | GER  |
| 152         | Wim De Vocht    | BEL  |
| 153         | Markus Eichler  | GER  |
| 154         | Thomas Fothen   | GER  |
| 155         | Artur Gajek     | GER  |
| 156         | Christian Knees | GER  |
| 157         | Dominik Nerz    | GER  |
| 158         | Peter Wrolich   | AUT  |

| Française des Jeux |                     |      |
| No.                | Renner              | Land |
| 161                | Jawhen Hoetarovitsj | BLR  |
| 162                | Olivier Bonnaire    | FRA  |
| 163                | Mikaël Cherel       | FRA  |
| 164                | Frédéric Guesdon    | FRA  |
| 165                | Matthieu Ladagnous  | FRA  |
| 166                | Gianni Meersman     | BEL  |
| 167                | Jérémy Roy          | FRA  |
| 168                | Wesley Sulzberger   | AUS  |

| Topsport Vlaanderen |                      |      |
| No.                 | Renner               | Land |
| 171                 | Thomas De Gendt      | BEL  |
| 172                 | Stijn Neirynck       | BEL  |
| 173                 | Johan Coenen         | BEL  |
| 174                 | Klaas Lodewyck       | BEL  |
| 175                 | Michael Van Staeyen  | BEL  |
| 176                 | Steven Van Vooren    | BEL  |
| 177                 | Sep Vanmarcke        | BEL  |
| 178                 | Pieter Vanspeybrouck | BEL  |

| Skil-Shimano |                  |      |
| No.          | Renner           | Land |
| 181          | Kenny van Hummel | NED  |
| 182          | Dominique Cornu  | BEL  |
| 183          | Roy Curvers      | NED  |
| 184          | Koen de Kort     | NED  |
| 185          | Simon Geschke    | GER  |
| 187          | Albert Timmer    | NED  |
| 188          | Tom Veelers      | NED  |
| 189          | Bert De Backer   | BEL  |

| Footon-Servetto |                          |      |
| No.             | Renner                   | Land |
| 191             | Matthias Brändle         | AUT  |
| 192             | Vidal Celis              | ESP  |
| 193             | Markus Eibegger          | AUT  |
| 194             | David Gutiérrez Palacios | ESP  |
| 195             | Enrique Mata             | ESP  |
| 196             | Michele Merlo            | ITA  |
| 197             | Aitor Perez Arrieta      | ESP  |
| 198             | Johnny Walker            | AUS  |

| Vacansoleil |                    |      |
| No.         | Renner             | Land |
| 201         | Borut Božič        | SLO  |
| 202         | Gorik Gardeyn      | BEL  |
| 203         | Sergej Lagoetin    | UZB  |
| 204         | Michał Gołaś       | POL  |
| 205         | Jens Mouris        | NED  |
| 206         | Alberto Ongarato   | ITA  |
| 207         | Frederik Veuchelen | BEL  |
| 208         | Lieuwe Westra      | NED  |

## Etappe-overzicht
| Etappe  | Datum       | Start               | Finish    | Afstand (km) | Type                | Winnaar         | Ploeg                   |
| ------- | ----------- | ------------------- | --------- | ------------ | ------------------- | --------------- | ----------------------- |
| Proloog | 17 augustus | Steenwijk           | Steenwijk | 5,2          | Proloog             | Svein Tuft      | Team Garmin-Transitions |
| 1       | 18 augustus | Steenwijk           | Rhenen    | 178          | Vlakke rit          | Robbie McEwen   | Katjoesja               |
| 2       | 19 augustus | St. Willebrord      | Ardooie   | 198,5        | Vlakke rit          | André Greipel   | Team HTC-Columbia       |
| 3       | 20 augustus | Ronse               | Ronse     | 191,8        | Heuvelrit           | Koos Moerenhout | Rabobank                |
| 4       | 21 augustus | Sint-Lievens-Houtem | Roermond  | 214,4        | Vlakke rit          | Greg Henderson  | Team Sky                |
| 5       | 22 augustus | Roermond            | Sittard   | 204          | Heuvelrit           | Jack Bobridge   | Team Garmin-Transitions |
| 6       | 23 augustus | Bilzen              | Heers     | 205,6        | Heuvelrit           | André Greipel   | Team HTC-Columbia       |
| 7       | 24 augustus | Genk                | Genk      | 16,9         | Individuele tijdrit | Tony Martin     | Team HTC-Columbia       |

## Klassementsleiders na elke etappe
| Etappe  | Algemeen Klassement | Puntenklassement     | Jongerenklassement   |
| Proloog | Svein Tuft          | Niet uitgereikt      | Jos van Emden        |
| 1       | Svein Tuft          | Robbie McEwen        | Jos van Emden        |
| 2       | Svein Tuft          | Robbie McEwen        | Edvald Boasson Hagen |
| 3       | Tony Martin         | Robbie McEwen        | Tony Martin1         |
| 4       | Tony Martin         | Robbie McEwen        | Tony Martin1         |
| 5       | Tony Martin         | Robbie McEwen        | Tony Martin1         |
| 6       | Tony Martin         | Edvald Boasson Hagen | Tony Martin1         |
| 7       | Tony Martin         | Edvald Boasson Hagen | Tony Martin1         |
| Totaal  | Tony Martin         | Edvald Boasson Hagen | Tony Martin          |

1Gedragen door Edvald Boasson Hagen (etappe 3 t/m 6). Gedragen door Lars Boom (etappe 7).

## Verloop per etappe

### Proloog
De proloog was een individuele tijdrit van 5,2 km in de straten van Steenwijk. De Nederlander Lars Boom had lange tijd de toptijd in handen, maar op het einde verpulverde de Canadees Svein Tuft die tijd nog met 6".
| Plaats  | Naam                 | Ploeg                   | Tijd    |
| ------- | -------------------- | ----------------------- | ------- |
| Winnaar | Svein Tuft           | Team Garmin-Transitions | 6'19"   |
| 2       | Jos van Emden        | Rabobank                | + 0'05" |
| 3       | Lars Boom            | Rabobank                | + 0'06" |
| 4       | Maarten Tjallingii   | Rabobank                | z.t.    |
| 5       | Edvald Boasson Hagen | Team Sky                | + 0'07" |
| 6       | Geraint Thomas       | Team Sky                | z.t.    |
| 7       | Tony Martin          | Team HTC-Columbia       | z.t.    |
| 8       | Alex Rasmussen       | Team Saxo Bank          | + 0'09" |
| 9       | Richie Porte         | Team Saxo Bank          | z.t.    |
| 10      | Jonathan Castroviejo | Euskaltel-Euskadi       | + 0'10" |
|         |                      |                         |         |
| 11      | Sébastien Rosseler   | Team RadioShack         | + 0'11" |

| Plaats      | Naam                 | Ploeg    | tijd    |
| ----------- | -------------------- | -------- | ------- |
| Groene trui | Jos van Emden        | Rabobank | 6'24"   |
| 2           | Lars Boom            | Rabobank | + 0'01" |
| 3           | Edvald Boasson Hagen | Team Sky | + 0'02" |

### Eerste etappe
De 1e etappe ging van Steenwijk naar Rhenen over 178 km, en eindigde op de Grebbeberg. De traditionele vlucht bestond uit drie renners: de Rus Pavel Broett, de Nederlander Albert Timmer en de Italiaan Adriano Malori. Op 9 km van de streep werden ze gegrepen door het peloton, onder leiding van Team Garmin-Transitions, de ploeg van leider Svein Tuft. De laatste kilometer ging nog verraderlijk bergop, en de Noor Edvald Boasson Hagen waagde zijn kans, maar op 150m van de streep viel hij stil. Uiteindelijk haalde de Australiër Robbie McEwen het op z'n oude dag, voor de Argentijn Lucas Haedo en zijn landgenoot Allan Davis. McEwen pakte zo ook de eerste puntentrui van deze Eneco Tour. Svein Tuft bleef leider in het algemene klassement, Jos van Emden in het jongerenklassement.
| Plaats  | Naam                | Ploeg              | Tijd     |
| ------- | ------------------- | ------------------ | -------- |
| Winnaar | Robbie McEwen       | Katjoesja          | 4u16'35" |
| 2       | Lucas Haedo         | Team Saxo Bank     | z.t.     |
| 3       | Allan Davis         | Astana             | z.t.     |
| 4       | Francesco Chicchi   | Liquigas-Doimo     | z.t.     |
| 5       | Jürgen Roelandts    | Omega Pharma-Lotto | z.t.     |
| 6       | Lieuwe Westra       | Vacansoleil        | z.t.     |
| 7       | Jawhen Hoetarovitsj | Française Des Jeux | z.t.     |
| 8       | José Iván Gutiérrez | Caisse d'Epargne   | z.t.     |
| 9       | Christian Knees     | Team Milram        | z.t.     |
| 10      | Maxime Vantomme     | Katjoesja          | z.t.     |

| Plaats     | Naam                 | Ploeg                   | tijd     |
| ---------- | -------------------- | ----------------------- | -------- |
| Witte trui | Svein Tuft           | Team Garmin-Transitions | 4u22'52" |
| 2          | Jos van Emden        | Rabobank                | + 0'05"  |
| 3          | Lars Boom            | Rabobank                | + 0'06"  |
| 4          | Maarten Tjallingii   | Rabobank                | z.t.     |
| 5          | Edvald Boasson Hagen | Team Sky                | + 0'07"  |
| 6          | Tony Martin          | Team HTC-Columbia       | z.t.     |
| 7          | Richie Porte         | Team Saxo Bank          | + 0'09"  |
| 8          | Christian Knees      | Team Milram             | + 0'11"  |
| 9          | Patrick Gretsch      | Team HTC-Columbia       | + 0'12"  |
| 10         | Greg Henderson       | Team Sky                | z.t.     |
|            |                      |                         |          |
| 13         | Dominique Cornu      | Skil-Shimano            | + 0'13"  |

| Plaats    | Naam           | Ploeg               | punten |
| --------- | -------------- | ------------------- | ------ |
| Rode trui | Robbie McEwen  | Katjoesja           | 30     |
| 2         | Lucas Haedo    | Team Saxo Bank      | 25     |
| 3         | Adriano Malori | Lampre-Farnese Vini | 24     |

| Plaats      | Naam                 | Ploeg    | tijd       |
| ----------- | -------------------- | -------- | ---------- |
| Groene trui | Jos van Emden        | Rabobank | 4u 22' 57" |
| 2           | Lars Boom            | Rabobank | + 0'01"    |
| 3           | Edvald Boasson Hagen | Team Sky | + 0'02"    |

### Tweede etappe
De tweede etappe bracht het peloton van het Nederlandse St. Willebrord over 199 km naar het Belgische Ardooie. Net zoals de dag ervoor waren er drie vroege vluchters, die het niet konden uitzingen tot aan de finish: de Belg Stijn Neirynck, de Oekraïner Vitalij Boets en de Spanjaard Miguel Minguez. De massasprint werd gewonnen door de Duitser André Greipel, voor de Australiër Robbie McEwen en de Noor Edvald Boasson Hagen. Door de 4 bonificatieseconden die Hagen pakt blijft de Canadees Svein Tuft nog net leider in het algemene klassement, maar neemt Hagen wel de groene jongerentrui over. Het puntenklassement blijft voor McEwen.
| Plaats  | Naam                 | Ploeg              | tijd     |
| ------- | -------------------- | ------------------ | -------- |
| Winnaar | André Greipel        | Team HTC-Columbia  | 4u46'50" |
| 2       | Robbie McEwen        | Katjoesja          | z.t.     |
| 3       | Edvald Boasson Hagen | Team Sky           | z.t.     |
| 4       | Lucas Haedo          | Team Saxo Bank     | z.t.     |
| 5       | Jawhen Hoetarovitsj  | Française Des Jeux | z.t.     |
| 6       | Enrique Mata         | Footon-Servetto    | z.t.     |
| 7       | Wouter Weylandt      | Quick-Step         | z.t.     |
| 8       | Francesco Chicchi    | Liquigas-Doimo     | z.t.     |
| 9       | Allan Davis          | Astana             | z.t.     |
| 10      | Kenny Dehaes         | Omega Pharma-Lotto | z.t.     |
|         |                      |                    |          |
| 13      | Kenny van Hummel     | Skil-Shimano       | z.t.     |

| Plaats     | Naam                 | Ploeg                   | tijd     |
| ---------- | -------------------- | ----------------------- | -------- |
| Witte trui | Svein Tuft           | Team Garmin-Transitions | 9u09'42" |
| 2          | Edvald Boasson Hagen | Team Sky                | + 0'03"  |
| 3          | André Greipel        | Team HTC-Columbia       | + 0'04"  |
| 4          | Jos van Emden        | Rabobank                | + 0'05"  |
| 5          | Lars Boom            | Rabobank                | + 0'06"  |
| 6          | Maarten Tjallingii   | Rabobank                | z.t.     |
| 7          | Tony Martin          | Team HTC-Columbia       | + 0'07"  |
| 8          | Richie Porte         | Team Saxo Bank          | + 0'09"  |
| 9          | Christian Knees      | Team Milram             | + 0'11"  |
| 10         | Patrick Gretsch      | Team HTC-Columbia       | + 0'12"  |
|            |                      |                         |          |
| 14         | Dominique Cornu      | Skil-Shimano            | + 0'13"  |

| Plaats    | Naam          | Ploeg          | punten |
| --------- | ------------- | -------------- | ------ |
| Rode trui | Robbie McEwen | Katjoesja      | 55     |
| 2         | Lucas Haedo   | Team Saxo Bank | 44     |
| 3         | Allan Davis   | Astana         | 33     |

| Plaats      | Naam                 | Ploeg    | tijd     |
| ----------- | -------------------- | -------- | -------- |
| Groene trui | Edvald Boasson Hagen | Team Sky | 9u09'45" |
| 2           | Jos van Emden        | Rabobank | + 0'02"  |
| 3           | Lars Boom            | Rabobank | + 0'03"  |

### Derde etappe
De derde etappe was een die volledig op Belgisch grondgebied verreden werd, en bracht de renners van Ronse door de heuvelachtige Vlaamse Ardennen terug naar Ronse. Met de Oude Kwaremont op 11 km van de finish was er een echte scherprechter in de finale. Op 40 km van de streep gingen er 5 renners vandoor: de Nederlanders Koos Moerenhout en Lars Boom, de Duitsers Tony Martin en Simon Geschke en de Noor en leider in het jongerenklassement Edvald Boasson Hagen. Hagen, Geschke en Boom werden weer ingerekend door het uitgedunde peloton, maar Martin en Moerenhout bleven volharden in de aanval. Hagen probeerde op de Oude Kwaremont om er terug naartoe te rijden, maar de voorsprong van meer dan een minuut bleek te groot. In de sprint won Moerenhout al bij al gemakkelijk voor Martin, die de nieuwe leider werd in zowel het algemene klassement als het jongerenklassement. De pelotonspurt werd gewonnen door de Australiër Allan Davis, die de handen in de lucht stak, denkende dat hij gewonnen had. In het puntenklassement komt Davis op gelijke hoogte van zijn landgenoot Robbie McEwen die wel de trui behield.
| Plaats  | Naam                 | Ploeg               | tijd     |
| ------- | -------------------- | ------------------- | -------- |
| Winnaar | Koos Moerenhout      | Rabobank            | 4u47'54" |
| 2       | Tony Martin          | Team HTC-Columbia   | z.t.     |
| 3       | Allan Davis          | Astana              | + 1'24"  |
| 4       | Edvald Boasson Hagen | Team Sky            | z.t.     |
| 5       | Jürgen Roelandts     | Omega Pharma-Lotto  | z.t.     |
| 6       | Sep Vanmarcke        | Topsport Vlaanderen | z.t.     |
| 7       | Gorka Izagirre       | Euskaltel-Euskadi   | z.t.     |
| 8       | Sergej Lagoetin      | Vacansoleil         | z.t.     |
| 9       | Stijn Vandenbergh    | Katjoesja           | z.t.     |
| 10      | Lars Boom            | Rabobank            | z.t.     |

| Plaats     | Naam                 | Ploeg                   | tijd      |
| ---------- | -------------------- | ----------------------- | --------- |
| Witte trui | Tony Martin          | Team HTC-Columbia       | 13u45'31" |
| 2          | Koos Moerenhout      | Rabobank                | + 0'10"   |
| 3          | Svein Tuft           | Team Garmin-Transitions | + 1'26"   |
| 4          | Edvald Boasson Hagen | Team Sky                | + 1'28"   |
| 5          | Lars Boom            | Rabobank                | + 1'32"   |
| 6          | Richie Porte         | Team Saxo Bank          | + 1'35"   |
| 7          | Christian Knees      | Team Milram             | + 1'37"   |
| 8          | Dominique Cornu      | Skil-Shimano            | + 1'39"   |
| 9          | Jürgen Roelandts     | Omega Pharma-Lotto      | + 1'42"   |
| 10         | Andreas Klöden       | Team RadioShack         | + 1'43"   |

| Plaats    | Naam          | Ploeg             | punten |
| --------- | ------------- | ----------------- | ------ |
| Rode trui | Robbie McEwen | Katjoesja         | 55     |
| 2         | Allan Davis   | Astana            | 55     |
| 3         | André Greipel | Team HTC-Columbia | 46     |

| Plaats      | Naam                 | Ploeg             | tijd      |
| ----------- | -------------------- | ----------------- | --------- |
| Groene trui | Tony Martin          | Team HTC-Columbia | 13u45'31" |
| 2           | Edvald Boasson Hagen | Team Sky          | + 1'28"   |
| 3           | Lars Boom            | Rabobank          | + 1'32"   |

### Vierde etappe
De vierde etappe was de langste uit deze editie van de Eneco Tour. Het was een vlakke etappe van Sint-Lievens-Houtem in België, naar het Nederlandse Roermond. De vier vluchters van de dag waren de Pool Jarosław Marycz, de Rus Michail Ignatiev, de Italiaan Adriano Malori en de Fransman Jérémy Roy. Op zes kilometer van de streep demarreerde de Italiaan, terwijl zijn drie medevluchters pasten, maar op 2 km van de streep werd ook hij weer ingelopen door het jagende peloton. De massasprint werd gewonnen door de Nieuw-Zeelander Greg Henderson, voor de Nederlander Kenny van Hummel en Hendersons Noorse ploeggenoot Edvald Boasson Hagen. In het algemeen klassement blijft Tony Martin aan de kop, net zoals in het jongerenklassement. Het puntenklassement blijft in handen van Robbie McEwen die 5e eindigde in de sprint.
| Plaats  | Naam                 | Ploeg               | tijd     |
| ------- | -------------------- | ------------------- | -------- |
| Winnaar | Greg Henderson       | Team Sky            | 4u46'46" |
| 2       | Kenny van Hummel     | Skil-Shimano        | z.t.     |
| 3       | Edvald Boasson Hagen | Team Sky            | z.t.     |
| 4       | Alex Rasmussen       | Team Saxo Bank      | z.t.     |
| 5       | Robbie McEwen        | Katjoesja           | z.t.     |
| 6       | Jürgen Roelandts     | Omega Pharma-Lotto  | z.t.     |
| 7       | Gert Steegmans       | Team RadioShack     | z.t.     |
| 8       | Elia Viviani         | Liquigas-Doimo      | z.t.     |
| 9       | Michael Van Stayen   | Topsport Vlaanderen | z.t.     |
| 10      | Allan Davis          | Astana              | z.t.     |

| Plaats     | Naam                 | Ploeg                   | tijd      |
| ---------- | -------------------- | ----------------------- | --------- |
| Witte trui | Tony Martin          | Team HTC-Columbia       | 18u32'17" |
| 2          | Koos Moerenhout      | Rabobank                | + 0'10"   |
| 3          | Edvald Boasson Hagen | Team Sky                | + 1'24"   |
| 4          | Svein Tuft           | Team Garmin-Transitions | + 1'26"   |
| 5          | Lars Boom            | Rabobank                | + 1'32"   |
| 6          | Richie Porte         | Team Saxo Bank          | + 1'35"   |
| 7          | Dominique Cornu      | Skil-Shimano            | + 1'39"   |
| 8          | Jürgen Roelandts     | Omega Pharma-Lotto      | + 1'42"   |
| 9          | Andreas Klöden       | Team RadioShack         | + 1'43"   |
| 10         | Daniel Oss           | Liquigas-Doimo          | z.t.      |

| Plaats    | Naam                 | Ploeg     | punten |
| --------- | -------------------- | --------- | ------ |
| Rode trui | Robbie McEwen        | Katjoesja | 72     |
| 2         | Edvald Boasson Hagen | Team Sky  | 66     |
| 3         | Allan Davis          | Astana    | 65     |

| Plaats      | Naam                 | Ploeg             | tijd      |
| ----------- | -------------------- | ----------------- | --------- |
| Groene trui | Tony Martin          | Team HTC-Columbia | 18u32'17" |
| 2           | Edvald Boasson Hagen | Team Sky          | + 1'24"   |
| 3           | Lars Boom            | Rabobank          | + 1'32"   |

### Vijfde etappe
Met de traditionele aankomst in Sittard moest het peloton een light-versie van de Amstel Gold Race verwerken. Een groep van elf renners waren in het begin van de rit ervandoor gegaan, waaronder 5 Belgen. Na al de heuvels bleven ze nog met zeven over: de Spanjaard Ruben Perez Moreno, de Belgen Michael Van Staeyen, Thomas De Gendt en Gorik Gardeyn, de Australiër Jack Bobridge, de Duitser Dominik Nerz en Kazachs kampioen Maksim Goerov. Op 2 km van de streep viel Bobridge aan, en hij werd niet meer gegrepen door zijn medevluchters. Perez won de sprint van de achtervolgers, voor de drie Belgen en de Duitser. De pelotonsprint voor de zevende plaats werd gewonnen door Gert Steegmans, de vierde Belg in de top 10. In de klassementen veranderde er niets.
| Plaats  | Naam                | Ploeg                   | tijd     |
| ------- | ------------------- | ----------------------- | -------- |
| Winnaar | Jack Bobridge       | Team Garmin-Transitions | 4u45'38" |
| 2       | Ruben Perez Moreno  | Euskaltel-Euskadi       | + 0'04"  |
| 3       | Thomas De Gendt     | Topsport Vlaanderen     | z.t.     |
| 4       | Michael Van Staeyen | Topsport Vlaanderen     | z.t.     |
| 5       | Gorik Gardeyn       | Vacansoleil             | z.t.     |
| 6       | Dominik Nerz        | Team Milram             | + 0'08"  |
| 7       | Gert Steegmans      | Team RadioShack         | + 0'15"  |
| 8       | Borut Božič         | Vacansoleil             | z.t.     |
| 9       | Lucas Haedo         | Team Saxo Bank          | z.t.     |
| 10      | Sergej Lagoetin     | Vacansoleil             | z.t.     |
|         |                     |                         |          |
| 14      | Lars Boom           | Rabobank                | z.t.     |

| Plaats     | Naam                 | Ploeg                   | tijd      |
| ---------- | -------------------- | ----------------------- | --------- |
| Witte trui | Tony Martin          | Team HTC-Columbia       | 23u18'05" |
| 2          | Koos Moerenhout      | Rabobank                | + 0'10"   |
| 3          | Edvald Boasson Hagen | Team Sky                | + 1'24"   |
| 4          | Svein Tuft           | Team Garmin-Transitions | + 1'26"   |
| 5          | Lars Boom            | Rabobank                | + 1'32"   |
| 6          | Richie Porte         | Team Saxo Bank          | + 1'35"   |
| 7          | Dominique Cornu      | Skil-Shimano            | + 1'39"   |
| 8          | Jürgen Roelandts     | Omega Pharma-Lotto      | + 1'42"   |
| 9          | Andreas Klöden       | Team RadioShack         | + 1'43"   |
| 10         | Daniel Oss           | Liquigas-Doimo          | z.t.      |

| Plaats    | Naam                 | Ploeg     | punten |
| --------- | -------------------- | --------- | ------ |
| Rode trui | Robbie McEwen        | Katjoesja | 72     |
| 2         | Edvald Boasson Hagen | Team Sky  | 66     |
| 3         | Allan Davis          | Astana    | 65     |

| Plaats      | Naam                 | Ploeg             | tijd      |
| ----------- | -------------------- | ----------------- | --------- |
| Groene trui | Tony Martin          | Team HTC-Columbia | 23u18'05" |
| 2           | Edvald Boasson Hagen | Team Sky          | + 1'24"   |
| 3           | Lars Boom            | Rabobank          | + 1'32"   |

### Zesde etappe
Met enkele hellingen uit de Waalse Pijl, wachtte er weer een klassiek heuvelachtig parcours op het peloton. Twee vroege vluchters werden pas laat in de koers gegrepen: de Belg Mario Aerts, en de Oezbeekse kampioen Sergej Lagoetin. Er kwamen nog diverse aanvallen in de slotfase van onder andere de Nederlander Lars Boom en de Belg Gert Steegmans, maar het kwam toch tot een groepsspurt. In die spurt was de Duitser André Greipel de sterkste, voor de Belg Jürgen Roelandts en de Noor Edvald Boasson Hagen, die de puntentrui overneemt van Robbie McEwen. In de twee andere klassementen blijft Tony Martin de leider.
| Plaats  | Naam                 | Ploeg              | tijd     |
| ------- | -------------------- | ------------------ | -------- |
| Winnaar | André Greipel        | Team HTC-Columbia  | 5u12'25" |
| 2       | Jürgen Roelandts     | Omega Pharma-Lotto | z.t.     |
| 3       | Edvald Boasson Hagen | Team Sky           | z.t.     |
| 4       | Elia Viviani         | Liquigas-Doimo     | z.t.     |
| 5       | Lucas Haedo          | Team Saxo Bank     | z.t.     |
| 6       | Koen de Kort         | Skil-Shimano       | z.t.     |
| 7       | Daniel Oss           | Liquigas-Doimo     | z.t.     |
| 8       | Tony Martin          | Team HTC-Columbia  | z.t.     |
| 9       | Maxime Vantomme      | Katjoesja          | z.t.     |
| 10      | Iñaki Isasi          | Euskaltel-Euskadi  | z.t.     |

| Plaats     | Naam                 | Ploeg                   | tijd      |
| ---------- | -------------------- | ----------------------- | --------- |
| Witte trui | Tony Martin          | Team HTC-Columbia       | 28u30'33" |
| 2          | Koos Moerenhout      | Rabobank                | + 0'11"   |
| 3          | Edvald Boasson Hagen | Team Sky                | + 1'22"   |
| 4          | Svein Tuft           | Team Garmin-Transitions | + 1'28"   |
| 5          | Lars Boom            | Rabobank                | + 1'31"   |
| 6          | Richie Porte         | Team Saxo Bank          | + 1'37"   |
| 7          | Jürgen Roelandts     | Omega Pharma-Lotto      | + 1'38"   |
| 8          | Dominique Cornu      | Skil-Shimano            | + 1'41"   |
| 9          | Andreas Klöden       | Team RadioShack         | + 1'45"   |
| 10         | Daniel Oss           | Liquigas-Doimo          | z.t.      |

| Plaats    | Naam                 | Ploeg             | punten |
| --------- | -------------------- | ----------------- | ------ |
| Rode trui | Edvald Boasson Hagen | Team Sky          | 88     |
| 2         | Robbie McEwen        | Katjoesja         | 80     |
| 3         | André Greipel        | Team HTC-Columbia | 79     |

| Plaats      | Naam                 | Ploeg             | tijd      |
| ----------- | -------------------- | ----------------- | --------- |
| Groene trui | Tony Martin          | Team HTC-Columbia | 28u30'33" |
| 2           | Edvald Boasson Hagen | Team Sky          | + 1'22"   |
| 3           | Lars Boom            | Rabobank          | + 1'31"   |

### Zevende etappe
De laatste etappe van deze Eneco Tour was een individuele tijdrit over 16,9 km. De Deen Alex Rasmussen zette vrij vroeg op de middag al een kanon-tijd neer: 20'33", wat neerkomt op een gemiddelde van bijna 50 km/u. Maar toen kwam de Nederlander Maarten Tjallingii die deze tijd nog verbeterde met 3". Maar waar het echt om ging in deze tijdrit was de eindzege: de strijd tussen leider Tony Martin en eerste achtervolger op 11" Koos Moerenhout. Bij het tussenpunt na 7,2 km stond Rasmussen aan de leiding, maar het was uitgerekend Martin die als enige sneller was daar: hij klokte een tijd af van 8'36", 6" sneller dan Rasmussen, en 12" sneller dan Moerenhout. Ondertussen stelde de Noor Edvald Boasson Hagen zijn derde plaats in het klassement veilig door te eindigen in 20'. Moerenhout finishte in een knappe tijd van 20'44", waardoor hij in de etappe zesde eindigde. En dan was het uitkijken naar de tijd van Martin: 20'24". Hiermee was de Duitser 12" sneller dan Tjallingii. Met deze etappe-overwinning geeft hij zijn eindzege dus nog extra glans. Opmerkelijk is ook dat negen renners uit de top 10 ook in de top 10 stonden van de proloog, en dat zeven onder hen in de top 10 staan van het eindklassement.
| Plaats  | Naam                 | Ploeg                   | tijd    |
| ------- | -------------------- | ----------------------- | ------- |
| Winnaar | Tony Martin          | Team HTC-Columbia       | 20'24"  |
| 2       | Maarten Tjallingii   | Rabobank                | + 0'06" |
| 3       | Alex Rasmussen       | Team Saxo Bank          | + 0'09" |
| 4       | Richie Porte         | Team Saxo Bank          | + 0'20" |
| 5       | Koos Moerenhout      | Rabobank                | + z.t.  |
| 6       | Edvald Boasson Hagen | Team Sky                | + 0'24" |
| 7       | Jos van Emden        | Rabobank                | + z.t.  |
| 8       | Jonathan Castroviejo | Euskaltel-Euskadi       | + 0'27" |
| 9       | Andreas Klöden       | Team RadioShack         | + 0'33" |
| 10      | Svein Tuft           | Team Garmin-Transitions | + 0'36" |
|         |                      |                         |         |
| 21      | Dominique Cornu      | Skil-Shimano            | + 0'54" |

| Plaats     | Naam                 | Ploeg                   | tijd      |
| ---------- | -------------------- | ----------------------- | --------- |
| Witte trui | Tony Martin          | Team HTC-Columbia       | 28u50'57" |
| 2          | Koos Moerenhout      | Rabobank                | + 0'31"   |
| 3          | Edvald Boasson Hagen | Team Sky                | + 1'46"   |
| 4          | Richie Porte         | Team Saxo Bank          | + 1'57"   |
| 5          | Svein Tuft           | Team Garmin-Transitions | + 2'04"   |
| 6          | Lars Boom            | Rabobank                | + 2'11"   |
| 7          | Maarten Tjallingii   | Rabobank                | + 2'17"   |
| 8          | Andreas Klöden       | Team RadioShack         | + 2'18"   |
| 9          | Dominique Cornu      | Skil-Shimano            | + 2'35"   |
| 10         | Jürgen Roelandts     | Omega Pharma-Lotto      | + 2'37"   |

| Plaats    | Naam                 | Ploeg             | punten |
| --------- | -------------------- | ----------------- | ------ |
| Rode trui | Edvald Boasson Hagen | Team Sky          | 103    |
| 2         | Robbie McEwen        | Katjoesja         | 80     |
| 3         | Tony Martin          | Team HTC-Columbia | 80     |

| Plaats      | Naam                 | Ploeg             | tijd      |
| ----------- | -------------------- | ----------------- | --------- |
| Groene trui | Tony Martin          | Team HTC-Columbia | 28u50'57" |
| 2           | Edvald Boasson Hagen | Team Sky          | + 1'46"   |
| 3           | Richie Porte         | Team Saxo Bank    | + 1'57"   |